# Moropsyche gairichringiya
Moropsyche gairichringiya là một loài Trichoptera thuộc họ Apataniidae. Chúng phân bố ở miền Ấn Độ - Mã Lai.